# Xã Winterfield, Michigan
Xã Winterfield (tiếng Anh: Winterfield Township) là một xã thuộc quận Clare, tiểu bang Michigan, Hoa Kỳ. Năm 2010, dân số của xã này là 459 người.